# Joanna Staniucha-Szczurek

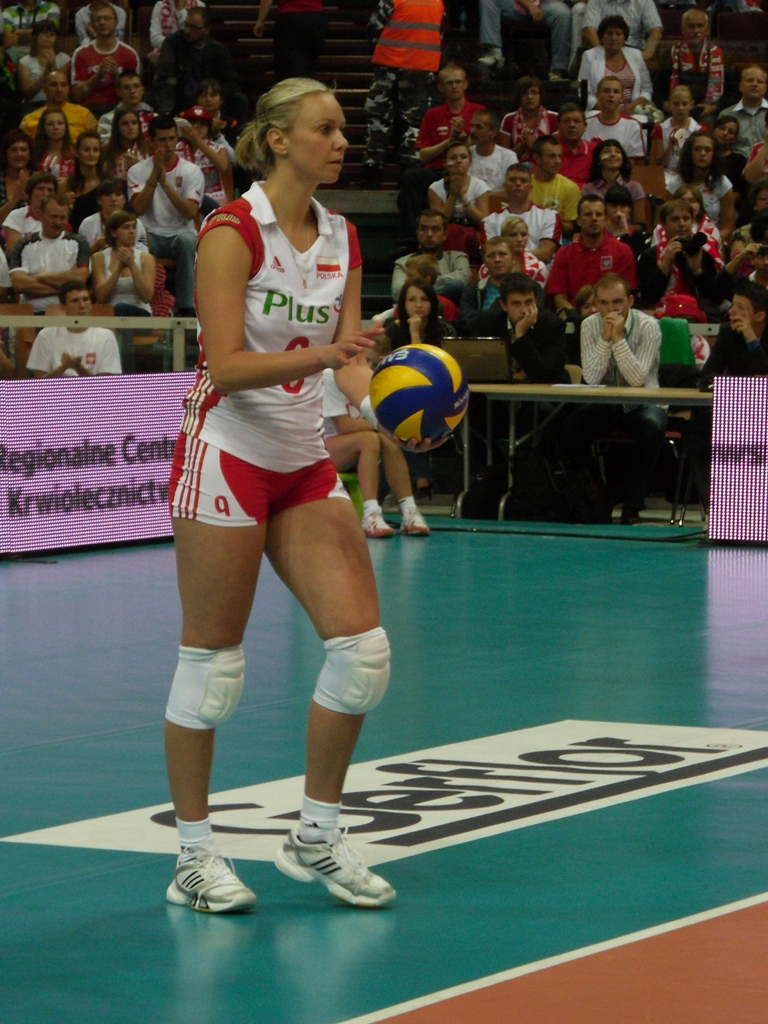
Joanna Staniucha-Szczurek przed wykonywaniem zagrywki w reprezentacji Polski

Joanna Staniucha-Szczurek (ur. 5 grudnia 1981 w Goleniowie) – polska siatkarka, reprezentantka Polski, grająca na pozycji przyjmującej. 
| Joanna Staniucha-Szczurek                                    | Joanna Staniucha-Szczurek                        | Joanna Staniucha-Szczurek | Joanna Staniucha-Szczurek | Joanna Staniucha-Szczurek | Joanna Staniucha-Szczurek | Joanna Staniucha-Szczurek | Joanna Staniucha-Szczurek | Joanna Staniucha-Szczurek | Joanna Staniucha-Szczurek | Joanna Staniucha-Szczurek |
| ------------------------------------------------------------ | ------------------------------------------------ | ------------------------- | ------------------------- | ------------------------- | ------------------------- | ------------------------- | ------------------------- | ------------------------- | ------------------------- | ------------------------- |
| Joanna Staniucha-Szczurek zawodniczką MKS-u Dąbrowa Górnicza |                                                  |                           |                           |                           |                           |                           |                           |                           |                           |                           |
| Wzrost                                                       | 184 cm                                           |                           |                           |                           |                           |                           |                           |                           |                           |                           |
| Pozycja                                                      | przyjmująca, atakująca                           |                           |                           |                           |                           |                           |                           |                           |                           |                           |
| Kariera juniorska                                            |                                                  |                           |                           |                           |                           |                           |                           |                           |                           |                           |
|                                                              | Barnim Goleniów                                  |                           |                           |                           |                           |                           |                           |                           |                           |                           |
|                                                              | SMS PZPS Sosnowiec                               |                           |                           |                           |                           |                           |                           |                           |                           |                           |
| Kariera seniorska                                            |                                                  |                           |                           |                           |                           |                           |                           |                           |                           |                           |
| 2000–2008                                                    | BKS Stal Bielsko-Biała                           |                           |                           |                           |                           |                           |                           |                           |                           |                           |
| 2008–2011                                                    | MKS Dąbrowa Górnicza                             |                           |                           |                           |                           |                           |                           |                           |                           |                           |
| 2012–2016                                                    | MKS Dąbrowa Górnicza                             |                           |                           |                           |                           |                           |                           |                           |                           |                           |
| 2016–2017                                                    | BKS Profi Credit Bielsko-Biała                   |                           |                           |                           |                           |                           |                           |                           |                           |                           |
| Kariera trenerska                                            |                                                  |                           |                           |                           |                           |                           |                           |                           |                           |                           |
| 2018–                                                        | SMS PZPS Szczyrk (asystent trenera)              |                           |                           |                           |                           |                           |                           |                           |                           |                           |
| 2022                                                         | Reprezentacja Polski Juniorek (asystent trenera) |                           |                           |                           |                           |                           |                           |                           |                           |                           |
| 2025–                                                        | Reprezentacja Polski Kadetek (I trener)          |                           |                           |                           |                           |                           |                           |                           |                           |                           |

Po sezonie 2016/2017 zakończyła karierę sportową. Od sezonu 2018/2019 pracuje w sztabie szkoleniowym SMS PZPS Szczyrk.
Po raz pierwszy powołana do reprezentacji przez Zbigniewa Krzyżanowskiego w 2000. W 2007 Marco Bonitta powołał ją na mecze w turnieju Volley Masters Montreux. W 2010 została przez Jerzego Matlaka powołania do kadry na World Grand Prix i mistrzostwa świata.
22 stycznia 2012 roku urodziła syna Jakuba. Jej młodszą siostrą jest Natalia Piekarczyk a szwagrem trener siatkarski Bartłomiej Piekarczyk. Jej młodszy brat Michał, również był siatkarzem. Od sezonu 2024/2025 jest statystykiem klubu siatkarskiego ŁKS Commercecon Łódź. Jej mąż Wojciech jest piłkarzem.

## Sukcesy klubowe
Mistrzostwo Polski:
- 2003, 2004
- 2013
- 2000, 2007, 2010

Puchar Polski:
- 2004, 2006, 2013

Superpuchar Polski:
- 2006, 2012, 2013

## Sukcesy reprezentacyjne
Letnia Uniwersjada:
- 2007